# Westlicher Bambuslemur
Der Westliche Bambuslemur (Hapalemur occidentalis), auch Sambirano-Bambuslemur beziehungsweise Westlicher oder Sambirano-Halbmaki genannt, ist eine Primatenart aus der Gruppe der Lemuren. Er wurde 2001 als eigenständige Art vom Östlichen Bambuslemur abgetrennt.

## Merkmale
Westliche Bambuslemuren sind die kleinsten Vertreter der Bambuslemuren, sie erreichen eine Kopfrumpflänge von 27 bis 28 Zentimetern, wozu noch ein 36 bis 39 Zentimeter langer Schwanz kommt. Ihr Gewicht beträgt etwa 0,7 bis 1,0 Kilogramm. Ihr Fell ist an der Oberseite in einem hellen Graubraun gefärbt, das Gesicht und der Bauch sind etwas heller. Seine Fellfärbung ist damit eintöniger als die des Östlichen Bambuslemuren. Die Ohren sind wie bei allen Bambuslemuren klein und rundlich und die Schnauze kurz.

## Verbreitung und Lebensraum

Westliche Bambuslemuren kommen wie alle Lemuren nur auf der Insel Madagaskar vor, wo sie in den westlichen, nordwestlichen und nordöstlichen Teilen der Insel vorkommen. Im Westen reicht ihr Verbreitungsgebiet südwärts bis zum Naturpark Tsingy de Bemaraha, im Nordwesten umfasst es die Sambirano-Region und reicht im Norden bis zur Region Ankarana. Gebiete im nordöstlichen Madagaskar wie die Masoala-Halbinsel, die früher dem Östlichen Bambuslemur zugesprochen wurden, dürften stattdessen ebenfalls von dieser Art bewohnt werden, sodass sich ihr Verbreitungsgebiet an der Ostküste südwärts vermutlich bis zum Alaotra-See erstreckt. Ihr Lebensraum sind sowohl die Laubwälder der Westküste als auch die Regenwälder der Ostküste Madagaskars.

## Lebensweise
Über die Lebensweise dieser Tiere ist relativ wenig bekannt. Sie sind tag- oder dämmerungsaktiv, ihre lauten Rufe beginnen um 16.30 Uhr und sind bis in die Nacht hinein zu hören. In den Bäumen bewegen sie sich senkrecht kletternd oder springend fort, bei der Nahrungssuche kommen sie häufig auf den Boden. Sie leben vermutlich in Familiengruppen mit bis zu sechs Tieren, die Gruppen setzen sich aus einem Männchen, einem Weibchen und den gemeinsamen Jungtieren zusammen. Ihre Nahrung besteht vorwiegend aus Bambus, daneben fressen sie etwa auch Blüten.

## Bedrohung
Hauptgefahr für den Westlichen Bambuslemur ist die Zerstörung seines Lebensraums durch Brandrodungen, die Erzeugung von Holzkohle und den Bergbau. Gebietsweise werden sie auch intensiv bejagt. Die IUCN schätzt, dass die Gesamtpopulation in den letzten 27 Jahren (drei Generationen) um mehr als 30 % zurückgegangen ist und listet die Art als „gefährdet“ (vulnerable).